# Holzheim, Donau-Ries
Holzheim är en kommun och ort i Landkreis Donau-Ries i Regierungsbezirk Schwaben i förbundslandet Bayern i Tyskland.
Kommunen ingår i kommunalförbundet Rain tillsammans med staden Rain och kommunerna Genderkingen, Münster och Niederschönenfeld.